# Taeniotes scalatus
Taeniotes scalatus är en skalbaggsart som först beskrevs av Gmelin 1790. Taeniotes scalatus ingår i släktet Taeniotes och familjen långhorningar.
Artens utbredningsområde är:
- Azorerna.
- Belize.
- Costa Rica.
- Guatemala.
- Honduras.
- Nicaragua.
- Panama.
- Venezuela.
- Martinique.

Inga underarter finns listade i Catalogue of Life.